# Раймондо Орсини дел Балцо
Раймондо Орсини дел Балцо или Раймондело (на италиански: Raimondo Orsini del Balzo, Raimondello; * ок. 1361, Таранто, Неаполитанско кралство; † 17 януари 1406, Таранто, Неаполитанско кралство) от фамилията Орсини, е граф на Солето (1382), херцог на Беневенто (1385 – 1401), княз на Таранто (1393 – 1406), граф на Лече (1393 – 1406), херцог на Бари, констабъл на Кралство Неапол, гонфалониер на Светата римска църква (Латинската църква).

## Биография
Раймондело е вторият син на Никола Орсини ди Нола (1331 – 1399), третият граф на Нола, и съпругата му Мария дел Балцо. Внук е на граф Роберто Орсини ди Нола (1295 – 1345) и наследничката Свева дел Балцо (1305 – 1336), графиня на Солето. Брат му Роберто е четвъртият граф на Нола († 1400), оставя само извънбрачни наследници. Сестра му Свева, се омъжва за Франческо дел Балцо, херцог на Андрия.
През 1384 г., чрез съдействието на Луи I Валоа-Анжуйски, той се жени за Мария д'Анген (* 1367, † 9 май 1446), графиня на Лече, дъщеря и наследничка (след брат ѝ) на граф Йохан от Анген и съпругата му Бианка дел Балцо.
Раймондело става най-богатият италиански феодален господар по неговото време. Княжеството Таранто обхващало половината на Неаполитанското кралство, и князът управлява почти независим от краля. По тази причина има борби между него и крал Ладислав Анжуйски Неапол.
Той строи 1369 – 1391 г. църквата Санта Катерина д'Алесандрия в Галатина (в провинция Лече). Той е погребан в тази църква заедно с неговия син и наследник Джовани Антонио.
Вдовицата му се омъжва на 23 април 1407 г. за крал Ладислав Анжуйски от Неапол.

## Деца
Неговите деца с Мария са:
- Мария дел Балцо Орсини († сл. 1410), омъжена за Антонио Аквавива, вторият херцог на Атри
- Катарина дел Балцо Орсини, също наричана Катарина от Таранто, омъжена за рицар Бартоломео (Тристан де Клермон) (1380–ок. 1432)
- Джовани Антонио Орсини дел Балцо (1386 – 1463), княз на Таранто, херцог на Бари, граф на Лече, Ачера, Солето, Конверсано
- Габриеле дел Балцо Орсини († 1453), граф на Угенто и Веноса, женен за Каракчиоло дел Соле от Дом Мелфи.